# Salmenkari (ö i Södra Österbotten)
Salmenkari är en ö i Finland. Den ligger i sjön Pohjoinen Edesjärvi och i kommunen Alavo i den ekonomiska regionen  Kuusiokunnat  och landskapet Södra Österbotten, i den sydvästra delen av landet, 270 km norr om huvudstaden Helsingfors. Öns area är 0,2 hektar och dess största längd är 70 meter i nord-sydlig riktning.